# Уго Чавес
Уго Рафаель Чавес Фріас (ісп. Hugo Rafael Chávez Frías; 28 липня 1954, Сабанета — 5 березня 2013) — венесуельський політик соціалістичної спрямованості, військовий, Президент Венесуели з 1999 до 2013 року.

## Біографія
Народився в штаті Баринас на південному сході Венесуели у багатодітній родині шкільних вчителів — Уго де Лос Рейес Чавес і Єлена Фрієс. Мати сподівалась, що син стане священиком, проте він сам мріяв про кар'єру професійного бейсболіста, у складі команди ісп. Criollitos de Venezuela брав участь у національній першості з бейсболу. Це захоплення він підтримував й на посаді президента. Його прадід генерал Педро Перес Дельгадо був активним учасником Громадянської війни 1859—1863 років, а в 1914 році підняв антидиктаторське повстання знов. У дитинстві Уго добре малював, отримав у 12 років першу відзнаку на регіональній виставці.
У 1975 році закінчив Військову академію (ісп. Academia Militar de Venezuela) в чині молодшого лейтенанта за фахом «Військові науки, інженер сухопутних військ». Чавес служив у повітрянодесантних частинах, і червоний берет десантника згодом став невід'ємною частиною його образу. У 1982 році (за іншими даними — під час навчання в академії, у 1977 році) Чавес заснував з товаришами по службі підпільну організацію «Боліваріанська армія народу Венесуели» COMACATE (абревіатура, складена з перших і других літер у назвах середніх та молодших офіцерських чинів). Пізніше COMACATE була перетворена в «Революційний боліваріанський рух» (ісп. Movimiento Bolivariano Revolucionario) — РБР-200, названий на честь героя латиноамериканської війни за незалежність Симона Болівара.
З 1989 по 1990 роки навчався в Університеті імені Симона Болівара в Каракасі за фахом «політичні науки». Того ж року отримав звання підполковника.
3 лютого 1992 року підполковник Чавес став на чолі військового перевороту проти президента Венесуели Карлоса Андреса Переса (ісп. Carlos Andres Perez), непопулярного через високий рівень корупції і політику скорочення державних витрат. Мета була домогтися відставки президента й уряду, покласти край корупції, неоліберальним реформам і використанню збройних сил проти народу Венесуели. Повстання, в ході якого загинули 18 чоловік і 60 отримали поранення, через день було придушене урядом. Чавес здався владі і був поміщений у військову в'язницю. У листопаді 1992 року соратники Чавеса почали нову, знов невдалу, спробу перевороту.
Чавес провів в ув'язненні два роки, у 1994 році вийшов на свободу за амністією президента Рафаеля Кальдери. Він реорганізував своїх прихильників у політичну партію лівого спрямування — Рух за п'яту республіку (ісп. Movimiento V Republica) і перейшов від збройної боротьби до легальної політичної діяльності, «Боліварської революції» — системи заходів і реформ спрямованих на подолання неписьменності, бідності і низки інших соціальних проблем. У рамках цієї програми відкриті центри допомоги бідним, запроваджені програми медичного обстеження тощо.
Президент Уго Чавес помер 5 березня 2013 року о 16:25 (22:55 за київським часом). Як відомо Чавес помер від ракової пухлини. Перші повідомлення про важку хворобу президента з'явились у 2011 році. У грудні 2011 року Уго Чавес припустив, що США могли навмисно заразити раком не тільки його, а ще декількох лідерів Латинської Америки, які виступали проти політики Вашингтону. Якраз під час свого турне на Кубу Чавес переніс дві операції по видаленню злоякісної пухлини. Тоді влада заявила, що операція пройшла непогано і лідер країни йде на поправку. Вже 30 червня 2011 року про свою хворобу заявив і сам Чавес. З 22 липня 2011 року і до 11 грудня 2012 року Чавес чотири рази переніс хіміотерапію. 18 лютого було повідомлено про повернення Чавеса з Куби у Венесуелу. Його відправили у військовий госпіталь, де він і помер.

## Президент Венесуели

### Перше президентство
У 1998 році Чавес балотувався на пост президента під гаслом боротьби з корупцією. У той час він утримувався від радикальної політичної риторики, і запропоновану ним програму реформ не можна було назвати революційною. На президентських виборах 6 грудня 1998 року Чавес отримав перемогу, набравши 56,5 % голосів виборців. Політика уряду Чавеса включала ряд масштабних соціальних програм, у тому числі по створенню систем загальної освіти та охорони здоров'я. Уряд встановив жорсткий контроль над державною нафтовою компанією Petroleos de Venezuela, прибутки якої спрямовувалися на потреби суспільства: будівництво лікарень і шкіл, боротьбу з неписьменністю, проведення аграрної реформи та інші. Завоювавши таким чином підтримку малозабезпеченої більшості населення, Чавес розпочав націоналізацію підприємств у різних галузях промисловості.

### Друге президентство

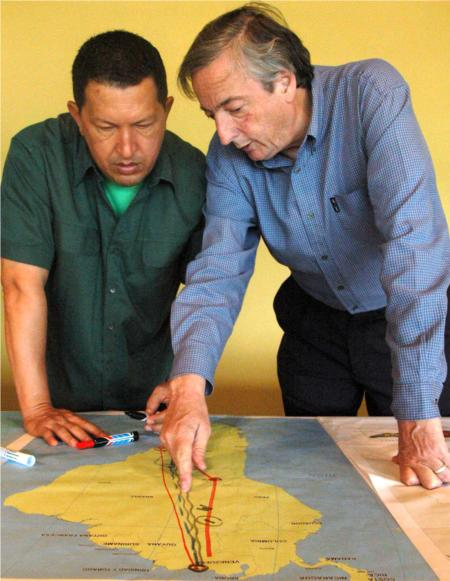
Уґо Чавес з президентом Аргентини, Нестром Кіршнером, розглядають мапу енергетичної інтеграції Південної Америки

У 1999 році була прийнята нова конституція Венесуели, яка збільшила президентський термін з п'яти до шести років й надала можливість переобиратися на другий термін. На наступних президентських виборах 30 липня 2000 року Чавес набрав 59,76 % голосів. У наступний період політичний курс Чавеса, названий «боліваріанським рухом до соціалізму», змістився вліво. Президент виступав з жорсткими заявами на адресу «олігархів-хижаків» — керівників нафтової галузі, а також ієрархів католицької церкви і опозиційних журналістів. На зовнішньополітичному напрямку Чавес зайняв антиштатівську позицію. У 2001 році він засудив військову операцію США в Афганістані. За словами венесуельського президента, американці для боротьби проти терору самі використовували терористичні методи. Був ініціатором зміни назви країни на Боліваріанська республіка Венесуела (на честь Симона Болівара).
11 квітня 2002 року в результаті державного перевороту Чавес був позбавлений влади на три дні, заарештований і утримувався на острові Орчіла неподалік від узбережжя країни, однак відмовився зректися влади. Державу очолив Педро Кармона Естанга (ісп. Pedro Carmona Estanga). Він розпустив парламент, припинив роботу генерального прокурора і державного контролера, а також відмінив прийняте в роки президентства Чавеса законодавство, про перерозподіл частини національного багатства на користь незаможних. Сполучені Штати охоче привітали переворот, «благотворний для венесуельської демократії». Закономірно, що в спробі повалення Чавеса багато хто, включаючи самого венесуельського лідера, звинуватив Сполучені Штати. Вже 14 квітня за підтримки лояльних частин армії і численних прихильників Чавес повернувся на президентську посаду. Коли він повернувся до влади, держсекретар Кондоліза Райс порадила президенту Венесуели зробити висновок з останніх подій.
Після 2002 року опозиція намагалася боротися з Чавесом конституційними методами. Правління Чавеса супроводжувалося невдоволеністю та виступами правої опозиції переважно з заможних верств населення країни. 15 серпня 2004 року противники президента домоглися проведення референдуму про довіру керівництву країни. Більшість венесуельців (59,10 % з числа тих, хто проголосував) тоді підтримали президента, і його влада лише зміцнилась.

### Третє президентство
Під час передвиборчої кампанії 2006 року, яку Чавес вів під гаслом «в ім'я кохання» (ісп. por amor), пообіцяв своєму «головному суперникові» Бушу — «містеру Дияволу», що «кандидати від імперіалізму будуть стерті в порошок». Чавес повідомив про плани внесення до конституції Венесуели поправок, що дозволяють президенту переобиратися необмежену кількість разів.
Перед цими виборами венесуельське суспільство розділилося. Прихильники Чавеса, яких серед венесуельців більшість і які загалом представляють малозабезпечені верстви населення, бачили в ньому лідера, який відстоює інтереси бідних. Противники звинувачували його в популізмі, схильності до автократії і спроби імітувати комуністичний режим Куби. Опонентом Чавеса виступив губернатор нафтовидобувного штату Сулія Мануель Росалес (ісп. Manuel Rosales). Йому вдалося згуртувати розрізнені сили опозиції в єдине ціле на виборах 3 грудня 2006 року Чавес переміг.
Ще до офіційного оголошення результатів голосування Росалес визнав поразку, а Чавес почав святкувати перемогу, присвятивши її своєму другові Фіделю Кастро. Чавес роголосив початок нової ери соціалістичної революції. Беручи президентську присягу 10 січня 2007 року, Чавес пообіцяв проводити у Венесуелі інтенсивні соціалістичні перетворення, що включають націоналізацію найбільших енергетичних і телекомунікаційних компаній.
У січні 2007 року парламент надав Чавесу розширені повноваження терміном півтора року: керувати країною за допомогою указів, в обхід законодавчої влади. У лютому почалася націоналізація корпорацій у ключових галузях. Венесуела викупила у американської AES Corporation активи найбільшої енергетичної компанії Electricidad de Caracas (EDC). Було укладено угоду про покупку акцій телекомунікаційного гіганта CANTV, що належали американської Verizon Communications.
1 травня 2007 року Чавес оголосив про припинення співпраці Венесуели зі Світовим банком і Міжнародним валютним фондом — прагнення дистанціюватися від міжнародних інститутів, підконтрольних США.
У липні 2007 року Чавес заявив про намір внести до парламенту законопроєкт, що дозволяє президенту Венесуели переобиратися необмежену кількість разів.
2 грудня 2007 року громадяни Венесуели не підтримали запропоновані Чавесом конституційні поправки на референдумі. Всього на референдум було винесено 69 поправок: крім скасування обмеження кількості президентських термінів правління, передбачалося збільшити термін повноважень глави держави з шести до семи років, скасувати автономію Центрального банку Венесуели, наділити виборчим правом шістнадцятирічних громадян і ввести шестигодинний робочий день. При цьому Чавес став ініціатором лише 33 поправок, об'єднаних у блок «А», інші ж 36 поправок, об'єднані в блок «Б», були запропоновані парламентом. За підсумками що відбувся референдуму:
- блок реформ «А» підтримали 49,3 % виборців, проти проголосували 50,7 %.
- блок реформ «Б» — 48,9 %, проти — 51,1 %.

Чавес продовжив консолідацію влади. Ще в 2006 році він заявив про створення нової партії. Перший конгрес нової Об'єднаної соціалістичної партії Венесуели (ісп. Partido Socialista Unido de Venezuela, PSUV) пройшов у січні — березні 2008 року. Нову політичну організацію очолив сам Чавес, назвавши її «партією соціальної боротьби та захисту вітчизни».

## Оцінка діяльності
Уго Чавес користувався підтримкою більшості бідного населення Венесуели та двічі переобирався президентом країни, останній раз 10 січня 2007 року. На міжнародній арені Уґо Чавес був непримиренним критиком глобалізму, імперіалізму, політики США і персонально Джорджа Буша-молодшого. Поза Венесуелою він також користувався широкою популярністю серед населення Латинської Америки й інших країн світу. Неодноразово підтримував режим на Кубі і персонально Фіделя Кастро, якого вважав своїм другом. Пропонував плани інтеграції і співпраці у південній півкулі Американського континенту. У грудні 2005 році отримав міжнародну премію ЮНЕСКО імені Хосе Марті за внесок в об'єднання й інтеграцію країн Латинської Америки й Карибського басейну. Також висловлював підтримку режимам, критичним щодо політики США, таким, як Іран, Лівія, Білорусь. За підтримку Ірану отримав у липні 2006 року Орден Ісламської республіки Іран І ступеня.

## Антиглобалізм

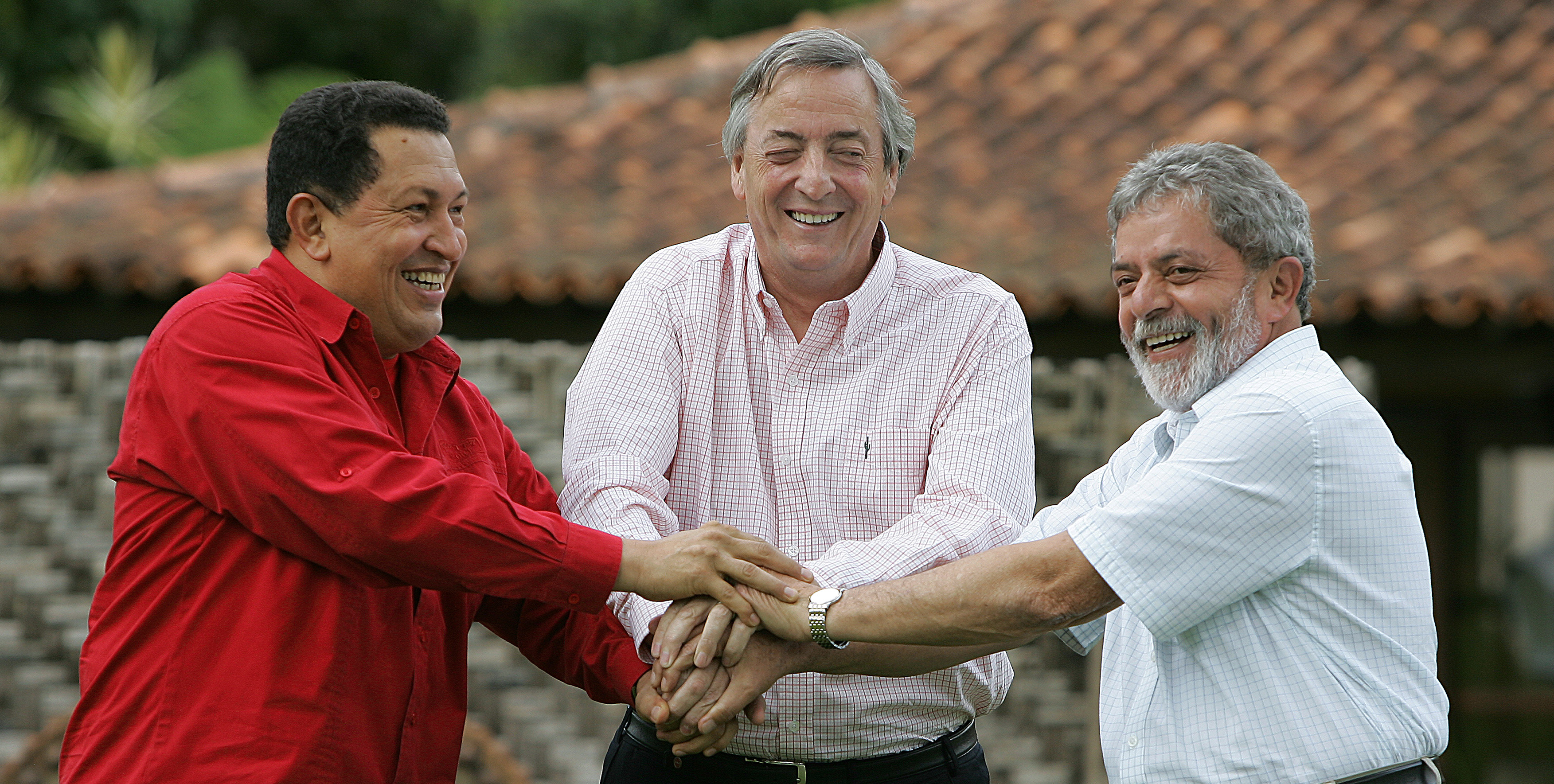
Президенти Венесуели, Аргентини та Бразилії. Уґо Чавес, Нестор Кіршнер, Лула да Сілва

Антиамериканізм і антиглобалізм стали візитівкою Чавеса. Під його керівництвом Венесуела почала претендувати на лідерство в опозиції до США в західній півкулі. За повідомленнями преси, уряд Венесуели надавав допомогу колумбійським партизанам, витрачав чималі суми на допомогу іншим латиноамериканським державам, виступав проти створення Загальноамериканської зони вільної торгівлі (англ. Free Trade Area of the Americas). Чавес намагався завоювати симпатії всередині самих США, Венесуела виділяє кошти на лобіювання своїх інтересів у Конгресі, виникли групи прихильників венесуельського президента. Чавес домовився про постачання за пільговою ціною мазуту для малозабезпечених районів на півночі США.
Випадами проти США Чавес завоював симпатії в усьому світі. Створено було союз лівих лідерів — «вісь добра»:
- іранський президент Махмуд Ахмадінежад,
- президент Болівії Ево Моралес,
- президент Куби Фідель Кастро.

З Кубою у Венесуели встановилися особливо дружні відносини, Чавес за низькими цінами продавав енергоносії (Куба заробляла на їх перепродажі) та надавав пряму економічну допомогу. Кастро у відповідь направив до Венесуели численних кубинських фахівців, зокрема медиків, які відіграли важливу роль у реалізації соціальних програм уряду.
У липні 2006 року Чавес здійснив візит до Росії, де зустрічався з російським президентом Володимиром Путіним. Країни уклали важливі угоди про постачання російської зброї, військової авіації до Венесуели та про партнерство в енергетичній області — розробка нових нафтових родовищ у Венесуелі за участю компанії «Лукойл». Наприкінці червня 2007 року венесуельський лідер знову відвідав Росію. Як і в попередній раз, головними темами візиту стали закупівлі російських озброєнь і співробітництво в нафтогазовидобувної галузі.
10 вересня 2008 два російські стратегічні бомбардувальники Ту-160 здійснили посадку на військовому аеродромі Лібертадор у Венесуелі. Наступного дня, 11 вересня Чавес звинуватив владу США в підготовці його вбивства і оголосив персоною нон ґрата американського посла. У своєму виступі Чавес заявив, що спирається на партнерство з Росією:
|  | Валіть до диявола сто разів, ви, гівно американське! Відтепер Венесуела не одна — з нами Росія! Вони наші стратегічні партнери. Ми більше не самотні. Коли до наших берегів прийде російський флот, який вже рухається до нас, американці зійдуть з розуму! |

10 вересня 2009 року, під час офіційного візиту до Росії Чавес оголосив про те, що Венесуела визнає незалежність Південної Осетії і Абхазії. У відповідь державний міністр Грузії з питань реінтеграції Темур Якобашвілі заявив:
|  | Чавес є маргіналом, і його заява не буде мати ніяких наслідків . |

Широкої популярності набув виступ Чавеса на засіданні Генеральної Асамблеї ООН у вересні 2006 року, на якому венесуельський лідер назвав тогочасного президента США Джорджа Буша дияволом і передрік крах «американської імперії».
У лютому 2008 року, після оголошення незалежності Косово, Чавес заявив про те, що не буде визнавати суверенітет цієї республіки, додавши, що подібні кроки направлені на ослаблення Росії, дестабілізують регіон і створюють низку небезпечних прецедентів. За словами Чавеса, США також спровокували заворушення в Тибеті, щоб зіпсувати імідж КНР напередодні Олімпійських ігор.
У січні 2009 року у відповідь на збройну операцію Ізраїлю проти ХАМАС в Секторі Гази Венесуела вислала ізраїльського посла з країни (аналогічно вчинила також Болівія), Чавес назвав дії ізраїльтян агресією і оголосив про розрив дипломатичних відносин з Ізраїлем. У відповідь Ізраїль вислав з країни амбасаду Венесуели.

## Сімейний стан
Чавес був одружений двічі. З першою дружиною, Ненсі Колменарес (ісп. Nancy Colmenares) він розлучився в 1992 році і жив із коханкою — Хермою Марксмен (ісп. Herma Marksman). Його другою дружиною була журналістка Марісабель Родрігез Оропеза (ісп. Marisabel Rodríguez Oropeza). Марісабель допомагала Чавесу створювати Конституцію 1999 року, але вже 2002 року вона подала на розлучення і в 2007 році засудила реформи, що проводяться колишнім чоловіком. У Чавеса було троє дітей від першого шлюбу: Роза Вірджинія (ісп. Rosa Virginia), Марія Габріела (ісп. Maria Gabriela) і Уґо Рафаель (ісп. Hugo Rafael) і одна донька від Марісабель — Росінес (ісп. Rosines).
У приватному житті захоплювався бейсболом і живописом, а також писав вірші й прозу. На початку 2009 року, наслідуючи Фіделя Кастро, Чавес оголосив про те, що має намір вести авторські колонки, «Рядки Чавеса», у ряді газет, причому перша з них буде присвячена улюбленому виду спорту Чавеса — бейсболу.